# BMW 2er Gran Tourer

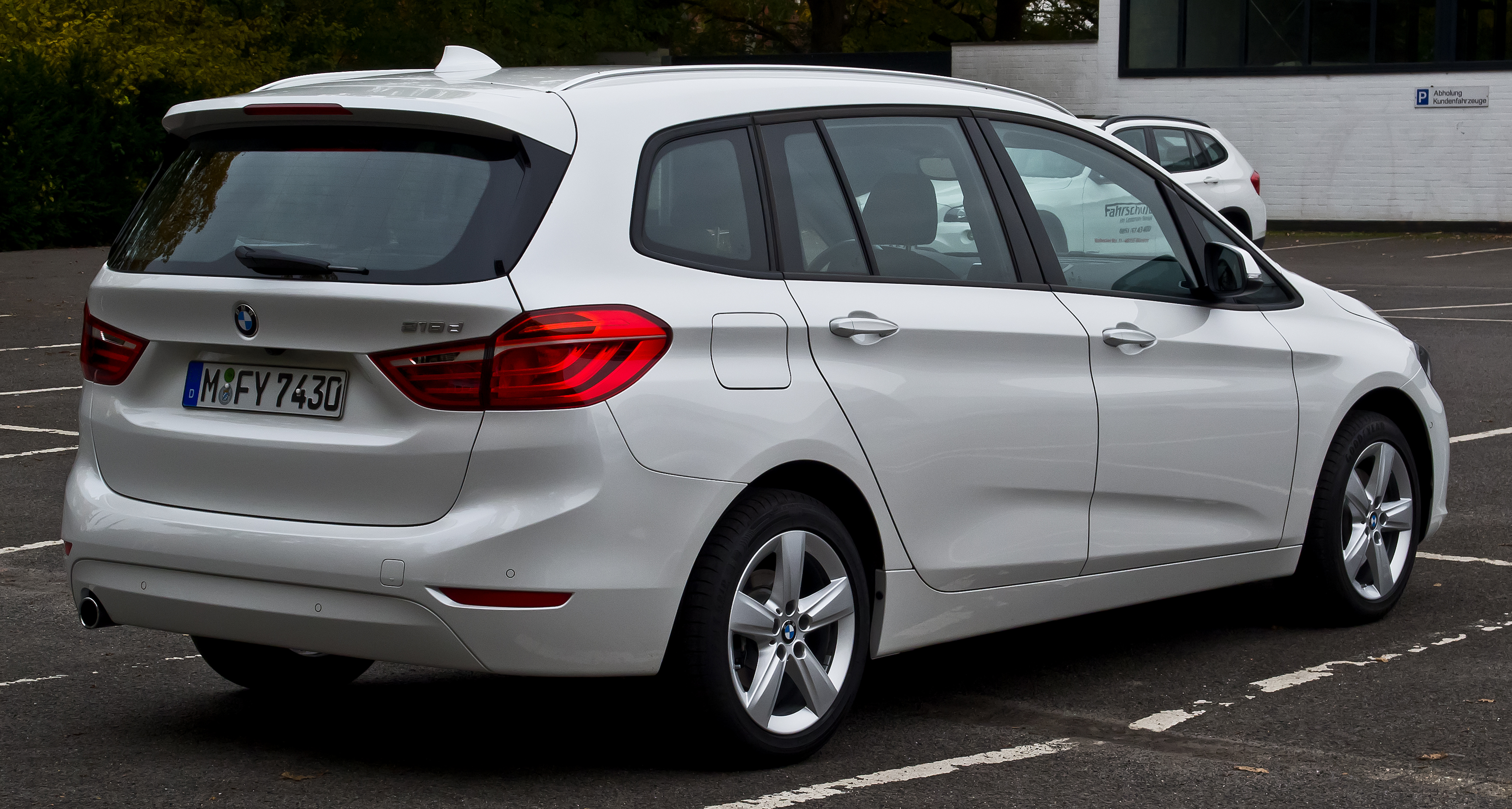
Heckansicht

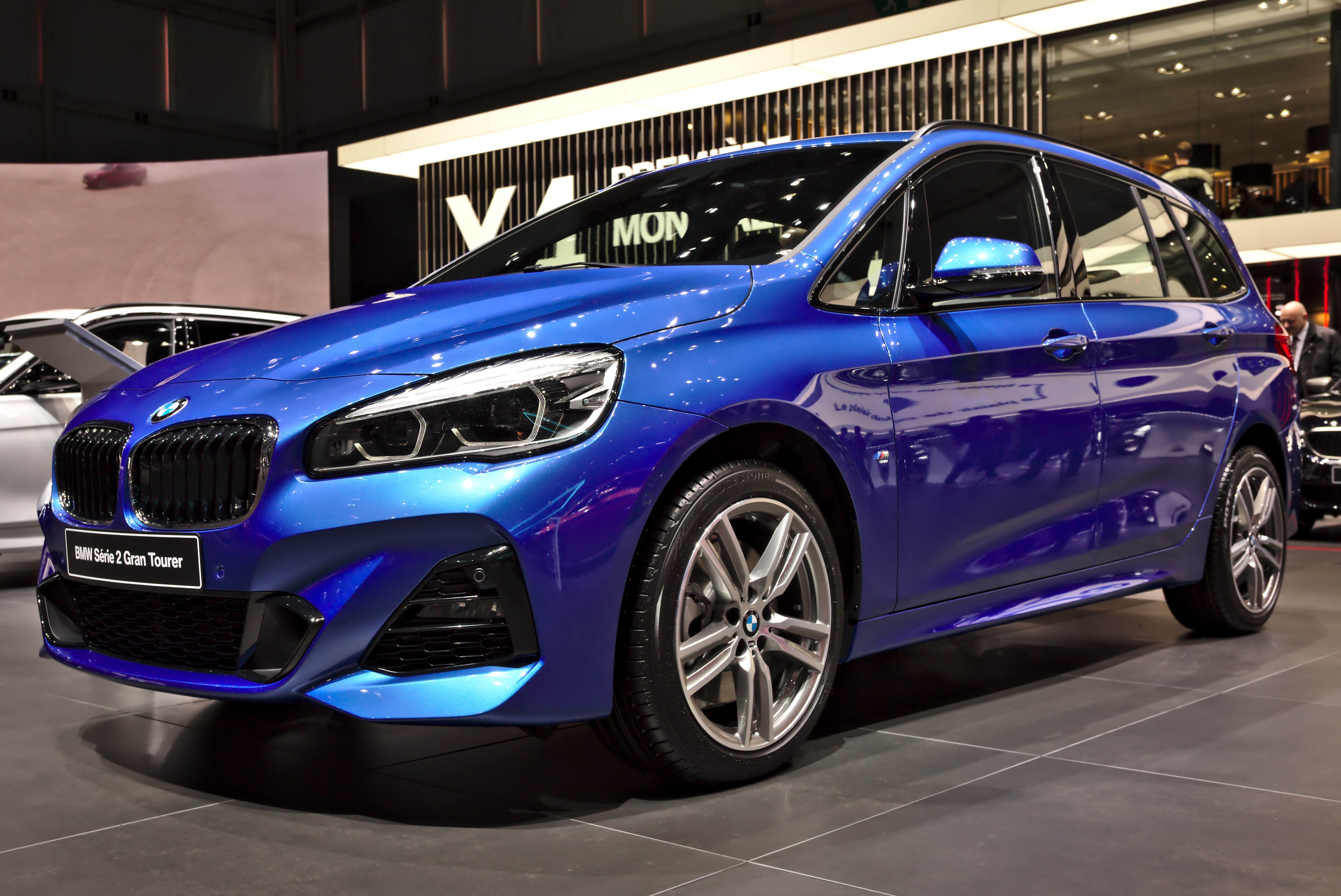
BMW 2er Gran Tourer (M-Paket, Modelljahr ab 2018)

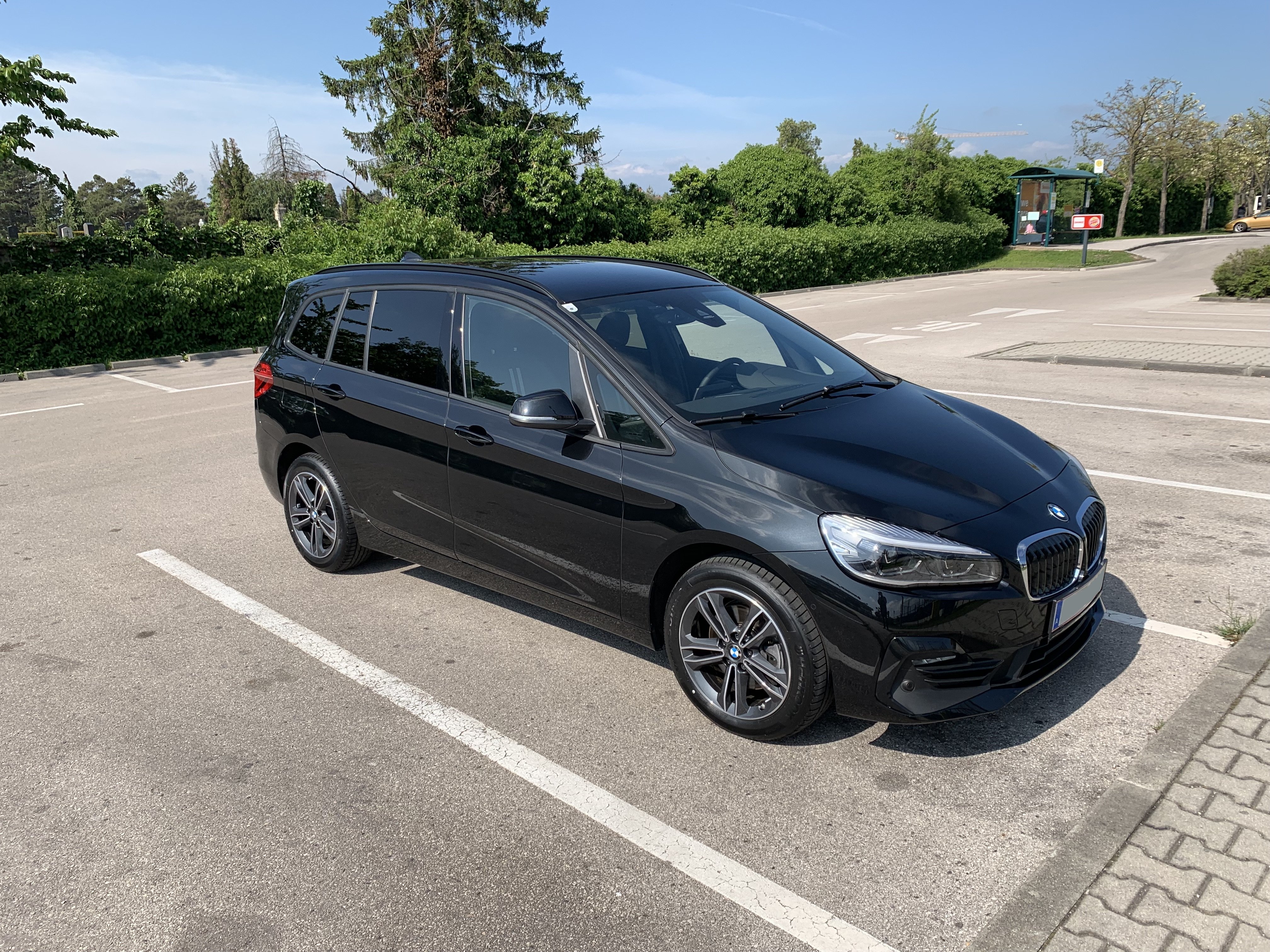
BMW 218i Gran Tourer (2018–2022)

Der BMW 2er Gran Tourer (interne Baureihenbezeichnung F46) ist ein Kompaktvan des deutschen Automobilherstellers BMW.

## Modellhistorie
Der 2er Gran Tourer wurde am 12. Februar 2015 vorgestellt.
Zum Serienstart standen zwei Ottomotoren (218i und 220i) sowie drei Dieselmotoren (216d, 218d und 220d xDrive) zur Verfügung. Die Einstiegsmodelle 214d und 216i bzw. eine 220d Variante ohne xDrive und Automatikgetriebe waren ab Juli 2015 erhältlich. Produziert wurde der F46 im BMW-Werk Regensburg.
Der 2er Gran Tourer ist eine gestreckte Variante des 2er Active Tourer (interne BMW Modellbezeichnung F45) und baut ebenso auf der Frontantriebsplattform auf, die die Tourer mit dem Mini teilen. Die Rückbank ist in der Serienausstattung um 13 cm verschieb- und ihre Lehne dreistufig verstellbar. Durch den vergrößerten Radstand wird eine optional erhältliche dritte Sitzreihe (für eine 6. und 7. Person) ermöglicht, was über 70 % der Kunden wünschten.
2015 wurde er mit dem goldenen Lenkrad in der Klasse Familienautos ausgezeichnet.
Anfang 2018 wurde der 2er Gran Tourer überarbeitet (Modellpflege). Ab März 2018 bekamen die kleineren Ottomotoren schon den Ottopartikelfilter.
Weltweit wurden rund 200.000 Gran Tourer verkauft, was etwa 32 % von allen Tourer-Versionen entspricht. Im Gegensatz zum Active Tourer erhielt der Gran Tourer kein Nachfolgemodell.

## Fahrwerk
Vorn hat das Fahrzeug eine neu entwickelte Eingelenk-Federbeinachse. Für ein gutes Lenkverhalten, agiles Einlenken, hohe Zielgenauigkeit und ein geringe Spürbarkeit von Antriebseinflüssen wurden leichte Komponenten, eine hohe Bauteilsteifigkeit und eine abgestimmte Achs- und Elastokinematik eingesetzt. Leichte Komponenten zur Verringerung ungefederter Massen sind die Schwenklager aus Aluminium, Achsträger und Querlenker aus hochfesten Stählen sowie ein hohl mit unterschiedlichen Wandstärken ausgeführter Querstabilisator.
Der Gran Tourer hat eine elektromechanische Zahnstangen-Servolenkung. Das Lenkgetriebe bildet mit der Servo-Einheit ein Bauteil, die Lenkkraftunterstützung wirkt direkt und reibungsarm auf das Ritzel (Single Pinion). Hardware und Software wurden auf den Frontantrieb abgestimmt. Die „Servotronic“ regelt abhängig von der Geschwindigkeit die Lenkunterstützung. Auf Wunsch ist eine Variable Sportlenkung erhältlich, die das Übersetzungsverhältnis im Lenkgetriebe an den Lenkradeinschlag anpasst, so dass Einpark- und Abbiegevorgänge mit geringeren Lenkbewegungen verbunden sind. Schon der 214d hat vorn innenbelüftete Scheibenbremsen. Die Hinterräder werden von einer ebenfalls neu entwickelten Mehrlenkerachse geführt, die über den Achsträger an die Karosserie angebunden ist. Dabei werden hochfeste Stähle, besonders steife Lenker und ein hohl ausgeführter Querstabilisator eingesetzt. Auch hinten sind Scheibenbremsen verbaut.

## Technische Daten

### Ottomotoren (bis 2018)
|                                                                  | 216i                               | 218i                                | 218i                               | 220i                               |
| ---------------------------------------------------------------- | ---------------------------------- | ----------------------------------- | ---------------------------------- | ---------------------------------- |
| Bauzeitraum                                                      | 07/2015–02/2018                    | 03/2015–02/2018                     | 07/2017–02/2018                    | 03/2015–02/2018                    |
| Motortyp                                                         | B38A15                             | B38A15                              | B38A15                             | B48A20                             |
| Motorart                                                         | Ottomotor                          | Ottomotor                           | Ottomotor                          | Ottomotor                          |
| Motorbauart                                                      | Dreizylinder-Motor in Reihenbauart | Dreizylinder-Motor in Reihenbauart  | Dreizylinder-Motor in Reihenbauart | Vierzylinder-Motor in Reihenbauart |
| Ventile                                                          | 12                                 | 12                                  | 12                                 | 16                                 |
| Motoraufladung                                                   | Mono-Scroll-Turbolader             | Mono-Scroll-Turbolader              | Mono-Scroll-Turbolader             | Twin-Scroll-Turbolader             |
| Hubraum                                                          | 1499 cm³                           | 1499 cm³                            | 1499 cm³                           | 1998 cm³                           |
| Bohrung × Hub                                                    | 82 mm × 94,6 mm                    | 82 mm × 94,6 mm                     | 82 mm × 94,6 mm                    | 82 mm × 94,6 mm                    |
| Verdichtungsverhältnis                                           | 11,0 : 1                           | 11,0 : 1                            | 11,0 : 1                           | 11,0 : 1                           |
| max. Leistung bei min−1                                          | 75 kW (102 PS)/ 4100–6000          | 100 kW (136 PS)/ 4400–6000          | 103 kW (140 PS)/ 4600–6500         | 141 kW (192 PS)/ 4700 (1)          |
| max. Drehmoment bei min−1                                        | 180 Nm/ 1200–3800                  | 220 Nm/ 1250–4300                   | 220 Nm/ 1480–4200                  | 280 Nm/ 1250–4600 (1)              |
| Antriebsart, serienmäßig                                         | Vorderradantrieb                   | Vorderradantrieb                    | Vorderradantrieb                   | Vorderradantrieb                   |
| Getriebe, serienmäßig                                            | 6-Gang-Schaltgetriebe              | 6-Gang-Schaltgetriebe               | 6-Gang-Schaltgetriebe              | 6-Gang-Schaltgetriebe              |
| Getriebe, optional                                               | –                                  | 6-Gang-Automatikgetriebe            | –                                  | 8-Gang-Automatikgetriebe           |
| Beschleunigung 0–100 km/h                                        | 11,9 s                             | 9,5 s [9,5 s]                       | 9,4 s                              | 7,7 s [7,6 s]                      |
| Höchstgeschwindigkeit                                            | 185 km/h                           | 205 km/h [203 km/h]                 | 205 km/h                           | 223 km/h [222 km/h]                |
| Leergewicht (nach EU)                                            | 1475 kg                            | 1470 kg [1500 kg]                   | 1485 kg                            | 1530 kg [1570 kg]                  |
| Kraftstoffverbrauch auf 100 km (kombiniert, nach EWG-Richtlinie) | 5,2 l Super                        | 5,1–5,5 l Super [5,2–5,5 l Super]   | 5,5–5,6 l Super                    | 6,2–6,4 l Super                    |
| CO2-Emission, kombiniert                                         | 122 g/km                           | 127–119 g/km [129–122 g/km] l Super | 123–131 g/km                       | 149–144 g/km [142–137 g/km]        |
| Abgasnorm nach EU-Klassifikation                                 | Euro 6                             | Euro 6                              | Euro 6                             | Euro 6                             |

Werte in eckigen Klammern [ ] gelten für Modelle mit Automatik.

## Galerie

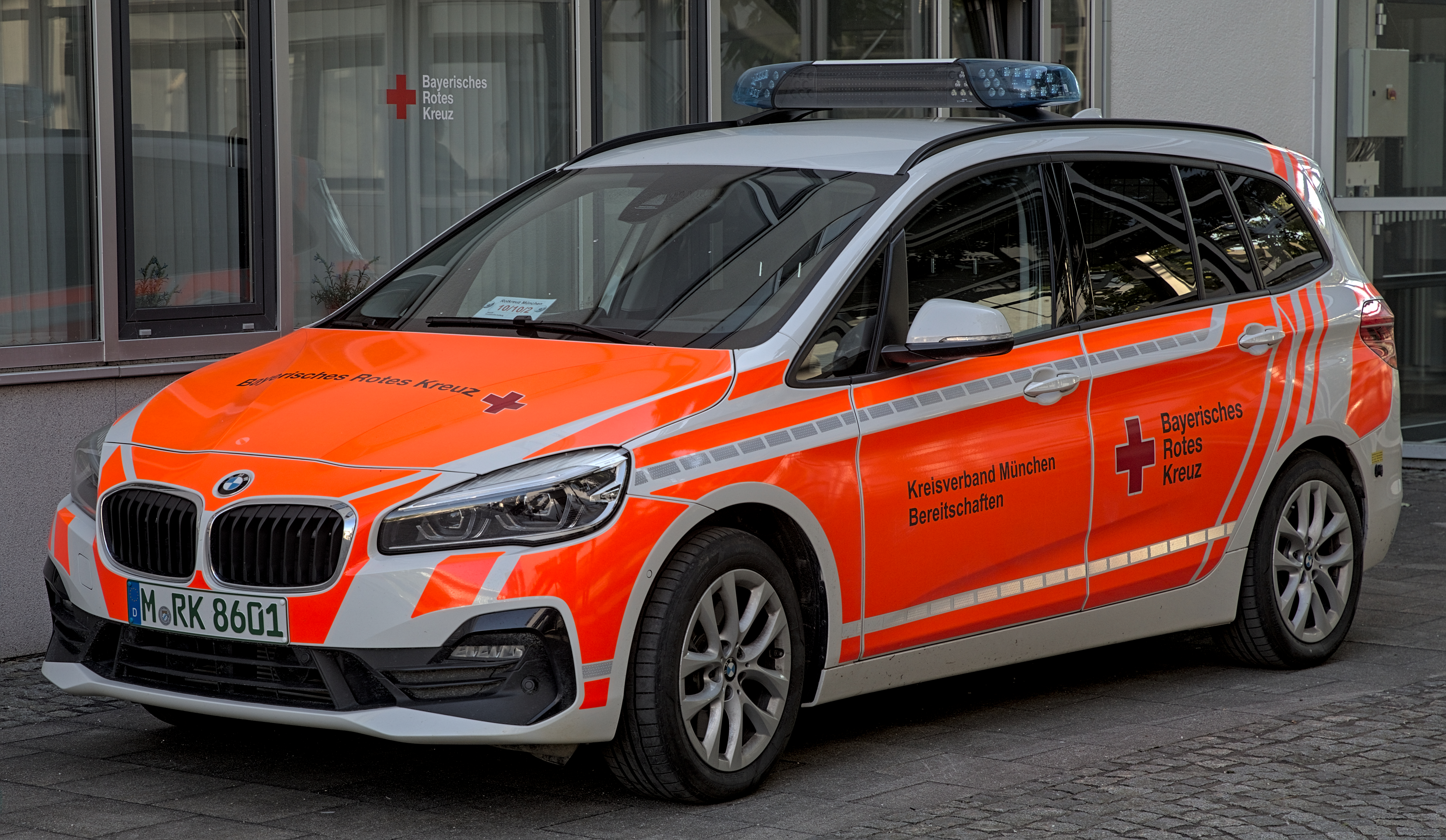
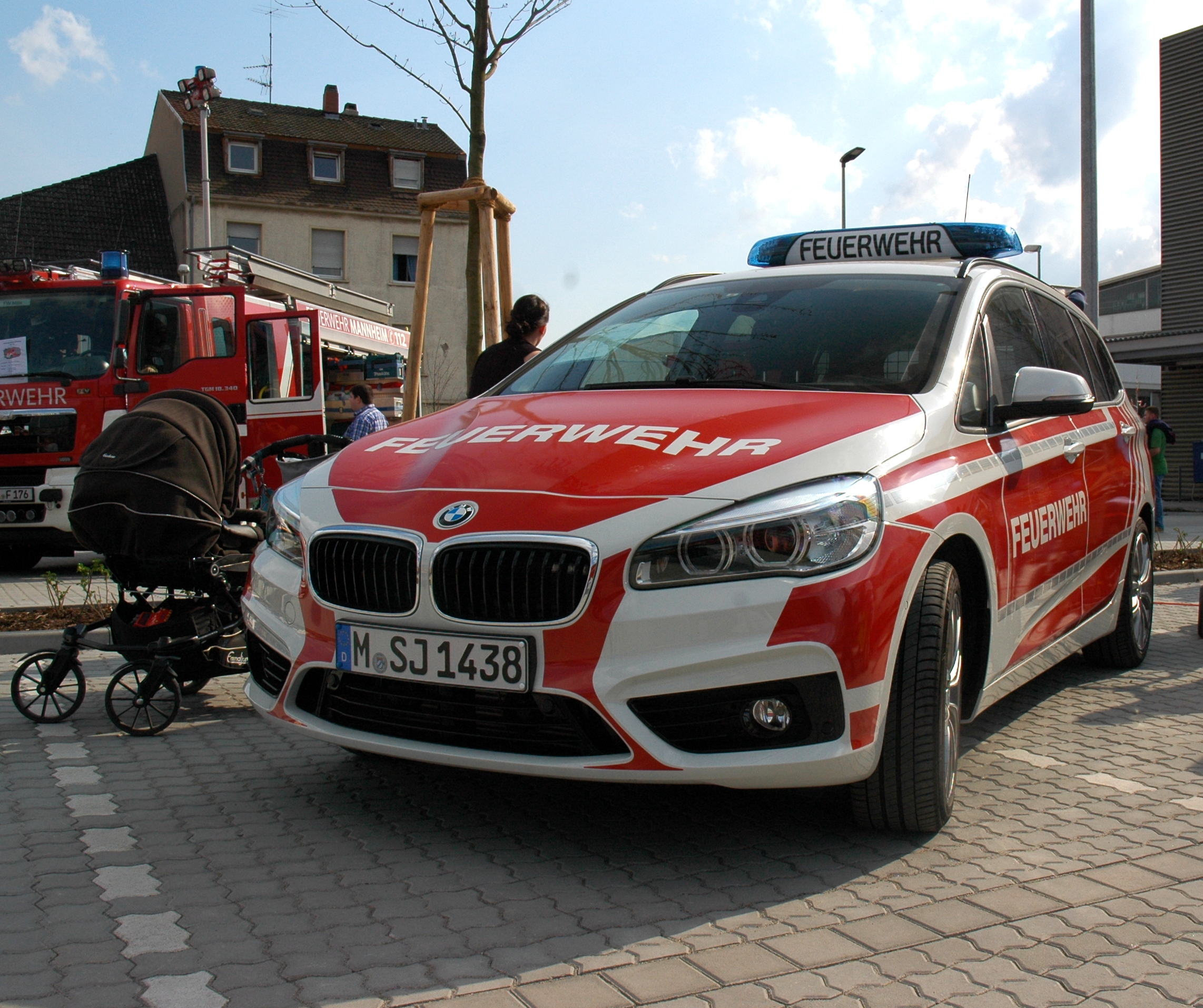

### Ottomotoren (ab 2018)
Seit März 2018 erhalten 216i und 218i (mit Dreizylinderottomotor) einen Ottopartikelfilter, so dass die Euro 6d-Temp-Norm erfüllt wird.
|                                                                  | 216i                               | 216i                               | 218i                               | 218i                               | 220i                               | 220i                                 |
| ---------------------------------------------------------------- | ---------------------------------- | ---------------------------------- | ---------------------------------- | ---------------------------------- | ---------------------------------- | ------------------------------------ |
| Bauzeitraum                                                      | 03/2018–11/2020                    | 11/2020–07/2022                    | 11/2020–07/2022                    | 03/2018–11/2020                    | 11/2020–07/2022                    | 03/2018–11/2020                      |
| Motortyp                                                         | B38A15                             | B38A15                             | B38A15                             | B38A15                             | B48A20                             | B48A20                               |
| Motorart                                                         | Ottomotor                          | Ottomotor                          | Ottomotor                          | Ottomotor                          | Ottomotor                          | Ottomotor                            |
| Motorbauart                                                      | Dreizylinder-Motor in Reihenbauart | Dreizylinder-Motor in Reihenbauart | Dreizylinder-Motor in Reihenbauart | Dreizylinder-Motor in Reihenbauart | Vierzylinder-Motor in Reihenbauart | Vierzylinder-Motor in Reihenbauart   |
| Ventile                                                          | 12                                 | 12                                 | 12                                 | 12                                 | 16                                 | 16                                   |
| Motoraufladung                                                   | Mono-Scroll-Turbolader             | Mono-Scroll-Turbolader             | Mono-Scroll-Turbolader             | Mono-Scroll-Turbolader             | Twin-Scroll-Turbolader             | Twin-Scroll-Turbolader               |
| Hubraum                                                          | 1499 cm³                           | 1499 cm³                           | 1499 cm³                           | 1499 cm³                           | 1998 cm³                           | 1998 cm³                             |
| Bohrung × Hub                                                    | 82 mm × 94,6 mm                    | 82 mm × 94,6 mm                    | 82 mm × 94,6 mm                    | 82 mm × 94,6 mm                    | 82 mm × 94,6 mm                    | 82 mm × 94,6 mm                      |
| Verdichtungsverhältnis                                           | 11,0 : 1                           | 11,0 : 1                           | 11,0 : 1                           | 11,0 : 1                           | 11,0 : 1                           | 11,0 : 1                             |
| max. Leistung bei min−1                                          | 80 kW (109 PS)/ 4300–6500          | 80 kW (109 PS)/ 4300–6500          | 100 kW (136 PS)/ 4500–6500         | 103 kW (140 PS)/ 4500–6500         | 131 kW (178 PS)/ 5000–5500         | 141 kW (192 PS)/ 5000–6000           |
| max. Drehmoment bei min−1                                        | 190 Nm/ 1380–3800                  | 190 Nm/ 1380–3800                  | 220 Nm/ 1500–4100                  | 220 Nm/ 1480–4200                  | 280 Nm/ 1350–4200                  | 280 Nm/ 1350–4600                    |
| Antriebsart, serienmäßig                                         | Vorderradantrieb                   | Vorderradantrieb                   | Vorderradantrieb                   | Vorderradantrieb                   | Vorderradantrieb                   | Vorderradantrieb                     |
| Getriebe, serienmäßig                                            | 6-Gang-Schaltgetriebe              | 6-Gang-Schaltgetriebe              | 6-Gang-Schaltgetriebe              | 6-Gang-Schaltgetriebe              | 7-Gang-Doppelkupplungsgetriebe     | 7-Gang-Doppelkupplungsgetriebe       |
| Getriebe, optional                                               | –                                  | –                                  | 7-Gang-Doppelkupplungsgetriebe     | 7-Gang-Doppelkupplungsgetriebe     | –                                  | –                                    |
| Beschleunigung 0–100 km/h                                        | 11,7–11,9 s                        | 11,7 s                             | 9,5 s [9,6 s]                      | 9,5 s [9,6–9,8 s]                  | [7,5 s]                            | [7,6–7,8 s]                          |
| Höchstgeschwindigkeit                                            | 188 km/h                           | 188 km/h                           | 205 km/h [205 km/h]                | 205 km/h [205 km/h]                | [222 km/h]                         | [222 km/h]                           |
| Leergewicht (nach EU)                                            | 1485–1535 kg                       | 1500 kg                            | 1505 kg [1530 kg]                  | 1490–1540 kg [1515–1565 kg]        | [1570 kg]                          | [1560–1610 kg]                       |
| Kraftstoffverbrauch auf 100 km (kombiniert, nach EWG-Richtlinie) | 5,9–6,1 l Super                    | 5,7–5,9 l Super                    | 5,4 l Super [5,7–5,9 l Super]      | 5,9–6,0 l Super [6,0 l Super]      | [5,7–5,8 l Super]                  | [5,9–6,3 l Super]                    |
| CO2-Emission, kombiniert                                         | 134–139 g/km                       | 132–135 g/km                       | 132–135 g/km [124–125 g/km]        | 134–137 g/km [137 g/km]            | [130–133 g/km]                     | [134–143 g/km]                       |
| Abgasnorm nach EU-Klassifikation                                 | Euro 6d-temp                       | Euro 6d                            | Euro 6d                            | Euro 6d-temp                       | Euro 6d                            | Euro 6c (seit 07/2018: Euro 6d-temp) |

Werte in eckigen Klammern [ ] gelten für Modelle mit Automatik.

### Dieselmotoren (bis 2018)
|                                                                  | 214d                                       | 216d                                       | 218d                                       | 220d                                       | 220d xDrive                                |
| ---------------------------------------------------------------- | ------------------------------------------ | ------------------------------------------ | ------------------------------------------ | ------------------------------------------ | ------------------------------------------ |
| Bauzeitraum                                                      | 07/2015–02/2018                            | 03/2015–02/2018                            | 03/2015–02/2018                            | 07/2015–02/2018                            | 03/2015–02/2018                            |
| Motortyp                                                         | B37C15                                     | B37C15                                     | B47C20                                     | B47C20                                     | B47C20                                     |
| Motortyp                                                         | Dreizylinder-Motor in Reihenbauart         | Dreizylinder-Motor in Reihenbauart         | Vierzylinder-Motor in Reihenbauart         | Vierzylinder-Motor in Reihenbauart         | Vierzylinder-Motor in Reihenbauart         |
| Ventile                                                          | 12                                         | 12                                         | 16                                         | 16                                         | 16                                         |
| Motoraufladung                                                   | Turbolader mit variabler Turbinengeometrie | Turbolader mit variabler Turbinengeometrie | Turbolader mit variabler Turbinengeometrie | Turbolader mit variabler Turbinengeometrie | Turbolader mit variabler Turbinengeometrie |
| Gemischaufbereitung                                              | Common-Rail-Direkteinspritzung             | Common-Rail-Direkteinspritzung             | Common-Rail-Direkteinspritzung             | Common-Rail-Direkteinspritzung             | Common-Rail-Direkteinspritzung             |
| Hubraum                                                          | 1496 cm³                                   | 1496 cm³                                   | 1995 cm³                                   | 1995 cm³                                   | 1995 cm³                                   |
| Bohrung × Hub                                                    | 84 mm × 90 mm                              | 84 mm × 90 mm                              | 84 mm × 90 mm                              | 84 mm × 90 mm                              | 84 mm × 90 mm                              |
| Verdichtungsverhältnis                                           | 16,5 : 1                                   | 16,5 : 1                                   | 16,5 : 1                                   | 16,5 : 1                                   | 16,5 : 1                                   |
| max. Leistung bei min−1                                          | 70 kW (95 PS)/ 4000                        | 85 kW (116 PS)/ 4000                       | 110 kW (150 PS)/ 4000                      | 140 kW (190 PS)/ 4000                      | 140 kW (190 PS)/ 4000                      |
| max. Drehmoment bei min−1                                        | 220 Nm/ 1750–2250                          | 270 Nm/ 1750                               | 330 Nm/ 1750–2750                          | 400 Nm/ 1750                               | 400 Nm/ 1750                               |
| Antriebsart, serienmäßig                                         | Vorderradantrieb                           | Vorderradantrieb                           | Vorderradantrieb                           | Vorderradantrieb                           | Allradantrieb                              |
| Getriebe, serienmäßig                                            | 6-Gang-Schaltgetriebe                      | 6-Gang-Schaltgetriebe                      | 6-Gang-Schaltgetriebe                      | 6-Gang-Schaltgetriebe                      | 8-Gang-Automatikgetriebe                   |
| Getriebe, optional                                               | –                                          | 6-Gang-Automatikgetriebe                   | 8-Gang-Automatikgetriebe                   | 8-Gang-Automatikgetriebe                   | –                                          |
| Beschleunigung 0–100 km/h                                        | 13,5 s                                     | 11,1 s [10,9 s]                            | 9,3 s [9,3 s]                              | 8,1 s [8,0 s]                              | [7,6 s]                                    |
| Höchstgeschwindigkeit                                            | 180 km/h                                   | 192 km/h [192 km/h]                        | 205 km/h [207 km/h]                        | 222 km/h [220 km/h]                        | [218 km/h]                                 |
| Leergewicht (nach EU)                                            | 1410 kg                                    | 1495 kg [1505 kg]                          | 1525 kg [1555 kg]                          | 1600 kg [1615 kg]                          | [1640 kg]                                  |
| Kraftstoffverbrauch auf 100 km (kombiniert, nach EWG-Richtlinie) | 3,9 l Diesel                               | 4,2–3,9 l Diesel [4,3–4,0 l Diesel]        | 4,5–4,3 l Diesel                           | 4,6 l Diesel                               | [5,1–4,9 l Diesel]                         |
| CO2-Emission, kombiniert                                         | 104 g/km                                   | 111–104 g/km [114–106 g/km]                | 119–114 g/km [119–114 g/km]                | 122 g/km                                   | [133–128 g/km]                             |
| Abgasnorm nach EU-Klassifikation                                 | Euro 6                                     | Euro 6                                     | Euro 6                                     | Euro 6                                     | Euro 6                                     |

Werte in eckigen Klammern [ ] gelten für Modelle mit Automatik.

### Dieselmotoren (ab 2018)
|                                                                  | 216d                                       | 216d                                       | 218d                                       | 218d                                       | 218d xDrive                                | 218d xDrive                                | 220d                                       | 220d                                       | 220d xDrive                                | 220d xDrive                                |
| ---------------------------------------------------------------- | ------------------------------------------ | ------------------------------------------ | ------------------------------------------ | ------------------------------------------ | ------------------------------------------ | ------------------------------------------ | ------------------------------------------ | ------------------------------------------ | ------------------------------------------ | ------------------------------------------ |
| Bauzeitraum                                                      | 03/2018–06/2019                            | 07/2019–07/2022                            | 03/2018–01/2020                            | 03/2020–07/2022                            | 03/2018–01/2020                            | 03/2020–07/2022                            | 03/2018–01/2020                            | 03/2020–07/2022                            | 03/2018–01/2020                            | 03/2020–07/2022                            |
| Motortyp                                                         | B37C15                                     | B37C15                                     | B47C20                                     | B47C20                                     | B47C20                                     | B47C20                                     | B47C20                                     | B47C20                                     | B47C20                                     | B47C20                                     |
| Motorart                                                         | Dieselmotor                                | Dieselmotor                                | Dieselmotor                                | Dieselmotor                                | Dieselmotor                                | Dieselmotor                                | Dieselmotor                                | Dieselmotor                                | Dieselmotor                                | Dieselmotor                                |
| Motorbauart                                                      | Dreizylinder-Motor in Reihenbauart         | Dreizylinder-Motor in Reihenbauart         | Vierzylinder-Motor in Reihenbauart         | Vierzylinder-Motor in Reihenbauart         | Vierzylinder-Motor in Reihenbauart         | Vierzylinder-Motor in Reihenbauart         | Vierzylinder-Motor in Reihenbauart         | Vierzylinder-Motor in Reihenbauart         | Vierzylinder-Motor in Reihenbauart         | Vierzylinder-Motor in Reihenbauart         |
| Ventile                                                          | 12                                         | 12                                         | 16                                         | 16                                         | 16                                         | 16                                         | 16                                         | 16                                         | 16                                         | 16                                         |
| Motoraufladung                                                   | Turbolader mit variabler Turbinengeometrie | Turbolader mit variabler Turbinengeometrie | Turbolader mit variabler Turbinengeometrie | Turbolader mit variabler Turbinengeometrie | Turbolader mit variabler Turbinengeometrie | Turbolader mit variabler Turbinengeometrie | Turbolader mit variabler Turbinengeometrie | Turbolader mit variabler Turbinengeometrie | Turbolader mit variabler Turbinengeometrie | Turbolader mit variabler Turbinengeometrie |
| Gemischaufbereitung                                              | Common-Rail-Direkteinspritzung             | Common-Rail-Direkteinspritzung             | Common-Rail-Direkteinspritzung             | Common-Rail-Direkteinspritzung             | Common-Rail-Direkteinspritzung             | Common-Rail-Direkteinspritzung             | Common-Rail-Direkteinspritzung             | Common-Rail-Direkteinspritzung             | Common-Rail-Direkteinspritzung             | Common-Rail-Direkteinspritzung             |
| Hubraum                                                          | 1496 cm³                                   | 1496 cm³                                   | 1995 cm³                                   | 1995 cm³                                   | 1995 cm³                                   | 1995 cm³                                   | 1995 cm³                                   | 1995 cm³                                   | 1995 cm³                                   | 1995 cm³                                   |
| Bohrung × Hub                                                    | 84 mm × 90 mm                              | 84 mm × 90 mm                              | 84 mm × 90 mm                              | 84 mm × 90 mm                              | 84 mm × 90 mm                              | 84 mm × 90 mm                              | 84 mm × 90 mm                              | 84 mm × 90 mm                              | 84 mm × 90 mm                              | 84 mm × 90 mm                              |
| Verdichtungsverhältnis                                           | 16,5 : 1                                   | 16,5 : 1                                   | 16,5 : 1                                   | 16,5 : 1                                   | 16,5 : 1                                   | 16,5 : 1                                   | 16,5 : 1                                   | 16,5 : 1                                   | 16,5 : 1                                   | 16,5 : 1                                   |
| max. Leistung bei min−1                                          | 85 kW (116 PS)/ 4000                       | 85 kW (116 PS)/ 4000                       | 110 kW (150 PS)/ 4000                      | 110 kW (150 PS)/ 4000                      | 110 kW (150 PS)/ 4000                      | 110 kW (150 PS)/ 4000                      | 140 kW (190 PS)/ 4000                      | 140 kW (190 PS)/ 4000                      | 140 kW (190 PS)/ 4000                      | 140 kW (190 PS)/ 4000                      |
| max. Drehmoment bei min−1                                        | 270 Nm/ 1750–2250                          | 270 Nm/ 1750–2250                          | 350 Nm/ 1750–2500                          | 350 Nm/ 1750–2500                          | 350 Nm/ 1750–2500                          | 350 Nm/ 1750–2500                          | 400 Nm/ 1750–2500                          | 400 Nm/ 1750–2500                          | 400 Nm/ 1750–2500                          | 400 Nm/ 1750–2500                          |
| Antriebsart, serienmäßig                                         | Vorderradantrieb                           | Vorderradantrieb                           | Vorderradantrieb                           | Vorderradantrieb                           | Allradantrieb                              | Allradantrieb                              | Vorderradantrieb                           | Vorderradantrieb                           | Allradantrieb                              | Allradantrieb                              |
| Getriebe, serienmäßig                                            | 6-Gang-Schaltgetriebe                      | 6-Gang-Schaltgetriebe                      | 6-Gang-Schaltgetriebe                      | 6-Gang-Schaltgetriebe                      | 6-Gang-Schaltgetriebe                      | 8-Gang-Automatikgetriebe                   | 8-Gang-Automatikgetriebe                   | 8-Gang-Automatikgetriebe                   | 8-Gang-Automatikgetriebe                   | 8-Gang-Automatikgetriebe                   |
| Getriebe, optional                                               | 7-Gang-Doppelkupplungsgetriebe             | 7-Gang-Doppelkupplungsgetriebe             | 8-Gang-Automatikgetriebe                   | 8-Gang-Automatikgetriebe                   | 8-Gang-Automatikgetriebe                   | –                                          | –                                          | –                                          | –                                          | –                                          |
| Beschleunigung 0–100 km/h                                        | 11,5–11,8 s [11,5–11,8 s]                  | 11,5 s [11,5 s]                            | 9,4–9,6 s [9,4–9,6 s]                      | 9,4 s [9,4 s]                              | 9,1–9,3 s [9,4–9,6 s]                      | [9,4 s]                                    | [8,0–8,2 s]                                | [8,0 s]                                    | [7,8–8,0 s]                                | [7,8 s]                                    |
| Höchstgeschwindigkeit                                            | 192 km/h [192 km/h]                        | 192 km/h [192 km/h]                        | 207 km/h [207 km/h]                        | 207 km/h [207 km/h]                        | 205 km/h [205 km/h]                        | [205 km/h]                                 | [220 km/h]                                 | [220 km/h]                                 | [218 km/h]                                 | [218 km/h]                                 |
| Leergewicht (nach EU)                                            | 1555–1605 kg [1575–1615 kg]                | 1560 kg [1580 kg]                          | 1590–1640 kg [1615–1675 kg]                | 1600 kg [1615 kg]                          | 1665–1715 kg [1685–1735 kg]                | [1690 kg]                                  | [1630–1680 kg]                             | [1635 kg]                                  | [1690–1740 kg]                             | [1695 kg]                                  |
| Kraftstoffverbrauch auf 100 km (kombiniert, nach EWG-Richtlinie) | 4,4 l Diesel [4,4–4,5 l Diesel]            | 4,1 l Diesel [4,1 l Diesel]                | 4,6 l Diesel [4,6–4,7 l Diesel]            | 5,2 l Diesel [4,8 l Diesel]                | [4,6 l Diesel]                             | [4,8-4,9 l Diesel]                         |                                            |                                            |                                            |                                            |
| CO2-Emission, kombiniert                                         | 116 g/km [117 g/km]                        | 108–109 g/km [107 g/km]                    | 120–121 g/km [121–125 g/km]                | 116–119 g/km [116–119 g/km]                | 137 g/km [127 g/km]                        | [123–126 g/km]                             | [121–122 g/km]                             | [117 g/km]                                 | [128–129 g/km]                             | [126–128 g/km]                             |
| Abgasnorm nach EU-Klassifikation                                 | Euro 6d-temp                               | Euro 6d                                    | Euro 6d-temp                               | Euro 6d                                    | Euro 6d-temp                               | Euro 6d                                    | Euro 6d-temp                               | Euro 6d                                    | Euro 6d-temp                               | Euro 6d                                    |

Werte in eckigen Klammern [ ] gelten für Modelle mit Automatik.